# Epizoanthus couchii
Epizoanthus couchii is een Zoanthideasoort uit de familie van de Epizoanthidae. De wetenschappelijke naam van de soort werd in 1844 voor het eerst geldig gepubliceerd door Johnston in Couch.

## Beschrijving
Deze koloniale zeeanemoon heeft poliepen tot 20 mm hoog en 10 mm in diameter, die voortkomen uit een dunne, smalle basale band die zich aan rotsen of schelpen hecht. Elke poliep heeft een gekartelde borstwering aan de bovenkant van de kolom en 24-32 lange, doorschijnende witte tentakels, elk met een kleine witte punt. Het lichaam en de tentakels zijn halfdoorschijnend bleekgeel of rozeachtig. De kolomwanden en de basale band kunnen worden ingelegd met zand. Poliepen trekken samen bij de minste verstoring.

## Verspreiding
Komt voor aan alle kusten van Groot-Brittannië en Ierland, maar zeldzaam in de Noordzee. Vaak in sommige plaatsen, maar gemakkelijk over het hoofd gezien. Elders in zuidelijke richting, althans tot aan de Golf van Biskaje. Deze soort wordt gevonden op rotsen en schelpen, in leefomgevingen die onderhevig zijn aan gematigde getijdenstromen en wat sedimentatie. Vormt soms uitgebreide netwerken, soms met brede uitzettingen van de basale band met dicht opeengehoopte poliepen, van ongeveer laagwaterlijn tot 100 meter. De kolonie kan overwoekerd raken door andere korstvormende organismen en is bijna onzichtbaar tenzij poliepen worden uitgebreid.